# Ladies Tour of Qatar 2009
Il Ladies Tour of Qatar 2009, prima edizione della corsa, si svolse in tre tappe dall'8 al 10 febbraio 2009, per un percorso totale di 313 km. Fu la gara di apertura del Calendario internazionale femminile UCI 2009 e fu vinto dall'olandese Kirsten Wild.

## Squadre partecipanti
| N. | Cod. | Squadra                        |
| -- | ---- | ------------------------------ |
|    | TCW  | Team Columbia Women            |
|    | RLT  | Cervélo TestTeam Women         |
|    | NUR  | Equipe Nürnberger Versicherung |
|    | LNL  | Team Leontien.nl               |
|    | FLX  | Team Flexpoint                 |
|    | BCT  | Bigla Cycling Team             |
|    | MSI  | Selle Italia Ghezzi            |
|    | GPC  | Giant Pro Cycling              |

| N. | Cod. | Squadra                  |
| -- | ---- | ------------------------ |
|    | LBL  | Lotto-Belisol Ladiesteam |
|    | USA  | Stati Uniti              |
|    | AUS  | Australia                |
|    | ITA  | Italia                   |
|    | FRA  | Francia                  |
|    | RSA  | Sudafrica                |
|    | JPN  | Giappone                 |

## Tappe
| Tappa  | Data        | Percorso                                       | km  | Vincitore di tappa | Leader cl. generale |
| ------ | ----------- | ---------------------------------------------- | --- | ------------------ | ------------------- |
| 1ª     | 8 febbraio  | Musée d'Art Islamique de Doha > Doha Shafallah | 94  | Giorgia Bronzini   | Giorgia Bronzini    |
| 2ª     | 9 febbraio  | Qatar Foundation > Oryx Farm                   | 110 | Eva Lutz           | Kirsten Wild        |
| 3ª     | 10 febbraio | Camel Race Track > Al Khor Corniche            | 109 | Giorgia Bronzini   | Kirsten Wild        |
| Totale | Totale      | Totale                                         | 313 |                    |                     |

## Dettagli delle tappe

### 1ª tappa
- 8 febbraio: Musée d'Art Islamique de Doha > Doha Shafallah – 94 km

Risultati
| Pos. | Corridore        | Squadra  | Tempo    |
| ---- | ---------------- | -------- | -------- |
| 1    | Giorgia Bronzini | Italia   | 2h26'21" |
| 2    | Kirsten Wild     | Cervélo  | s.t.     |
| 3    | Ellen van Dijk   | Columbia | s.t.     |

| Pos. | Corridore        | Squadra  | Tempo    |
| ---- | ---------------- | -------- | -------- |
| 1    | Giorgia Bronzini | Italia   | 2h26'21" |
| 2    | Kirsten Wild     | Cervélo  | s.t.     |
| 3    | Ellen van Dijk   | Columbia | a 8"     |

### 2ª tappa
- 9 febbraio: Qatar Foundation > Oryx Farm dash; 110 km

Risultati
| Pos. | Corridore           | Squadra       | Tempo    |
| ---- | ------------------- | ------------- | -------- |
| 1    | Eva Lutz            | Nürnberger    | 2h49'56" |
| 2    | Veronica Andréasson | Bigla Cycling | s.t.     |
| 3    | Rochelle Gilmore    | Lotto-Belisol | a 14"    |

| Pos. | Corridore        | Squadra  | Tempo    |
| ---- | ---------------- | -------- | -------- |
| 1    | Kirsten Wild     | Cervélo  | 5h16'13" |
| 2    | Giorgia Bronzini | Italia   | a 6"     |
| 3    | Ellen van Dijk   | Columbia | a 14"    |

### 3ª tappa
- 10 febbraio: Camel Race Track > Al Khor Corniche – 109 km

Risultati
| Pos. | Corridore        | Squadra       | Tempo    |
| ---- | ---------------- | ------------- | -------- |
| 1    | Giorgia Bronzini | Italia        | 2h40'18" |
| 2    | Rochelle Gilmore | Lotto-Belisol | s.t.     |
| 3    | Kirsten Wild     | Cervélo       | s.t.     |

| Pos. | Corridore        | Squadra   | Tempo    |
| ---- | ---------------- | --------- | -------- |
| 1    | Kirsten Wild     | CWT       | 7h56'21" |
| 2    | Giorgia Bronzini | Italia    | a 4"     |
| 3    | Kirsty Broun     | Australia | a 21"    |

## Evoluzione delle classifiche
| Tappa              | Vincitore          | Classifica generale Maglia oro | Classifica a punti Maglia argento | Classifica giovani Maglia blu | Classifica a squadre |
| ------------------ | ------------------ | ------------------------------ | --------------------------------- | ----------------------------- | -------------------- |
| 1ª                 | Giorgia Bronzini   | Giorgia Bronzini               | Kirsten Wild                      | Ellen van Dijk                | Team Flexpoint       |
| 2ª                 | Eva Lutz           | Kirsten Wild                   | Kirsten Wild                      | Ellen van Dijk                | Team Flexpoint       |
| 3ª                 | Giorgia Bronzini   | Kirsten Wild                   | Kirsten Wild                      | Ellen van Dijk                | Team Flexpoint       |
| Classifiche finali | Classifiche finali | Kirsten Wild                   | Kirsten Wild                      | Ellen van Dijk                | Team Flexpoint       |

## Classifiche finali

### Classifica generale
| Pos. | Corridore        | Squadra       | Tempo    |
| ---- | ---------------- | ------------- | -------- |
| 1    | Kirsten Wild     | Cervélo       | 7h56'21" |
| 2    | Giorgia Bronzini | Italia        | a 4"     |
| 3    | Kirsty Broun     | Australia     | a 21"    |
| 4    | Ellen van Dijk   | Columbia      | a 24"    |
| 5    | Mirjam Melchers  | Flexpoint     | a 31"    |
| 6    | Suzanne de Goede | Nürnberger    | a 32"    |
| 7    | Martine Bras     | Selle Italia  | a 33"    |
| 8    | Loes Gunnewijk   | Flexpoint     | a 33"    |
| 9    | Marina Jaunatre  | Francia       | a 34"    |
| 10   | Noemi Cantele    | Bigla Cycling | a 34"    |

### Classifica a punti
| Pos. | Corridore        | Squadra       | Tempo |
| ---- | ---------------- | ------------- | ----- |
| 1    | Kirsten Wild     | Cervélo       | 93    |
| 2    | Giorgia Bronzini | Italia        | 85    |
| 3    | Suzanne de Goede | Nürnberger    | 62    |
| 4    | Ellen van Dijk   | Columbia      | 59    |
| 5    | Rochelle Gilmore | Lotto-Belisol | 52    |

### Classifica giovani
| Pos. | Corridore          | Squadra     | Tempo    |
| ---- | ------------------ | ----------- | -------- |
| 1    | Ellen van Dijk     | Columbia    | 7h56'45" |
| 2    | Suzanne de Goede   | Nürnberger  | a 0'08"  |
| 3    | Regina Bruins      | Cervélo     | a 0'30"  |
| 4    | Monique van de Ree | Leontien.nl | a 1'21"  |
| 5    | Trine Schmidt      | Flexpoint   | a 1'21"  |

### Classifica squadre
| Pos. | Squadra                | Tempo     |
| ---- | ---------------------- | --------- |
| 1    | Team Flexpoint         | 23h50'45" |
| 2    | Cervélo TestTeam Women | a 36"     |
| 3    | Team Columbia Women    | a 1'43"   |
| 4    | Stati Uniti            | a 3'02"   |
| 5    | Bigla Cycling Team     | a 13'41"  |